# Pediatría
La pediatría es la especialidad médica y es la rama de la medicina que involucra la atención médica de bebés, niños y adolescentes. El término procede del griego paidos (niño) e iatreia (curación), pero su contenido es mucho mayor que la curación de las enfermedades de los niños, ya que la pediatría estudia tanto al niño sano como al enfermo.
Cronológicamente, la pediatría abarca desde el nacimiento hasta que el niño llegue a la adolescencia, normalmente hasta los 18 años incluso hay organismos internacionales que extienden la edad hasta los 21 años. Dentro de ella se distinguen varios periodos: recién nacido (0-6 días), neonato (7-29 días), lactante (lactante menor; 1-12 meses de vida, lactante mayor; 1-2 años), preescolar (3-5 años), escolar (6-12 años), puberto (13-15 años) y adolescente (16-18 años).
La puericultura es una de las especialidades de la medicina. Significa «cuidado de los niños» y viene del latín puer/pueris (el niño/del niño) y cultura, «cultivo»; o sea, el arte de la crianza. La odontopediatría es la rama de la odontología que estudia las afecciones de la dentición, y también de la boca asimilándolo a la estomatología, en los niños. La tendencia actual es fundir todas estas acepciones en un único término, pediatría.

## Historia
La atención pediátrica siempre ha estado ligada al cuidado de las maternas durante el parto; de allí han surgido temas como la atención materno-infantil, la unidad feto-placentaria, el cuidado de la madre y el niño y el mismo concepto de perinatología. Así pues, si bien la obstetricia —en muchas partes practicada con éxito por comadronas y por médicos generales—, se viene ligando desde el siglo XX a la ginecología (una especialidad hoy conocida como Gineco-Obstetricia), en realidad está intrínsecamente ligada a la supervivencia y bienestar del producto de la concepción, es decir del niño, que es el objeto del cuidado pediátrico.
A partir del Renacimiento comienzan a considerarse las enfermedades de los niños como una actividad médica y se escriben libros de orientación más pediátrica. Durante la Edad Moderna comienzan a aparecer centros dedicados al cuidado de los niños.
A partir del siglo XIX la pediatría desarrolla su base científica especialmente en Francia y Alemania, y se crean los primeros hospitales modernos en Europa y Norteamérica. La pediatría se convierte en una especialidad médica con entidad propia. En el siglo XX fue precursor de la Pediatría en España don Andrés Martínez Vargas, que en 1915 publicó su fundamental Tratado de Pediatría, obra insustituible para tener una visión clara y de conjunto de la Pediatría conocida y ejercida por sus colegas contemporáneos.

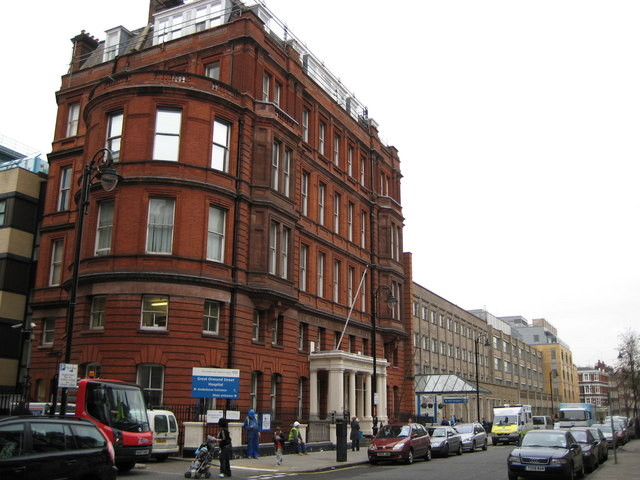
Parte del Great Ormond Street Hospital en Londres, Reino Unido, que fue el primer hospital pediátrico del mundo angloparlante

Las primeras menciones a problemas médicos específicos de la infancia aparecen en el Corpus hipocrático, publicado en el siglo V a. C., y en la famosa [Enfermedad sagrada]. En estas publicaciones se trataban temas como la epilepsia infantil y los partos prematuros. Entre los siglos I y siglo IV d. C., los filósofos y médicos griegos Celso, Sorano de Éfeso, Areteo, Galeno y Oribasio, también trataron en sus obras enfermedades específicas que afectaban a los niños, como las erupciones cutáneas, la epilepsia y la meningitis. Ya Hipócrates, Aristóteles, Celso, Sorano y Galeno comprendía las diferencias en los organismos en crecimiento y maduración que requerían un trato diferente: Ex toto non sic pueri ut viri curari debent ("En general, los niños no deben ser tratados de la misma manera que los hombres").  Algunos de los vestigios más antiguos de la pediatría pueden descubrirse en la Antigua India, donde los médicos de niños se llamaban kumara bhrtya.
Aunque existían algunas obras pediátricas durante esta época, eran escasas y rara vez se publicaban debido a la falta de conocimientos en medicina pediátrica. Sushruta Samhita, un texto ayurvédico compuesto durante el siglo VI a. C., contiene el texto sobre pediatría. Otro texto ayurvédico de este período es Kashyapa Samhita.  Un manuscrito del siglo II d. C. del médico y ginecólogo griego Sorano de Éfeso trataba de la pediatría neonatal. Los médicos bizantinos Oribasius, Aecio de Amida, Alexander Trallianus, y Paulus Aegineta contribuyeron a este campo. Los bizantinos también construyeron brephotrophia (crêches).Los escritores del Edad de Oro del islam sirvieron de puente para la medicina grecorromana y bizantina y añadieron ideas propias, especialmente Haly Abbas, Yahya Serapion, Abulcasis, Avicena y Averroes. El filósofo y médico persa Al-Razi (865-925), a veces llamado el padre de la pediatría, publicó una monografía sobre pediatría titulada Enfermedades en los niños.  También entre los primeros libros sobre pediatría se encontraba Libellus [Opusculum] de aegritudinibus et remediis infantium 1472 ("Pequeño libro sobre enfermedades infantiles y tratamiento"), del pediatra italiano Paolo Bagellardo. En secuencia vinieron Ein Regiment der Jungerkinder 1473 de Bartholomäus Metlinger, Cornelius Roelans (1450-1525) sin título Buchlein, o compendio latino, 1483, y Heinrich von Louffenburg (1391-1460) Versehung des Leibs escrito en 1429 (publicado en 1491), juntos forman los Incunables Pediátricos, cuatro grandes tratados médicos sobre fisiología y patología infantil.
Aunque cada vez se disponía de más información sobre las enfermedades infantiles, había pocas pruebas de que los niños recibieran el mismo tipo de atención médica que los adultos. Fue durante los siglos XVII y XVIII cuando los expertos médicos empezaron a ofrecer atención especializada a los niños. El médico sueco Nils Rosén von Rosenstein (1706-1773) es considerado el fundador de la pediatría moderna como especialidad médica, mientras que su obra The diseases of children, and their remedies (1764) se considera "el primer libro de texto moderno sobre el tema". Sin embargo, no fue hasta el siglo XIX cuando los profesionales médicos reconocieron la pediatría como un campo independiente de la medicina. Las primeras publicaciones específicas sobre pediatría aparecieron entre las décadas de 1790 y 1920.

## Definición de recién nacido o neonato
Se puede denominar recién nacido o neonato al niño que tiene menos de 28 días. Estos 28 primeros días de vida son los que comportan un mayor riesgo de muerte para el niño. Sin embargo, algunos libros de pediatría consideran al recién nacido y al neonato como dos períodos diferentes. 
El periodo perinatal es el espacio de tiempo que va de la semana 28 de gestación al séptimo día de vida fuera del útero materno del bebé. 
El periodo neonatal se refiere a los primeros 28 días de vida del recién nacido.

## Clasificación según edad gestacional del recién nacido y clasificación según el peso
Características físicas y neurológicas nos permiten valorar con precisión la edad gestacional ya que el recién nacido estará clasificado entre las siguientes categorías:
- Recién nacido prematuro extremo: Producto de la concepción de 21 semanas a 27 semanas de gestación.
- Recién nacido muy prematuro: Producto de la concepción de entre la 28 y 32 semanas de gestación.
- Recién nacido pretérmino (RNPT): Producto de la concepción de 28 semanas a menos de 37 semanas de gestación.
- Recién nacido a término (RNAT): Producto de la concepción de 37 semanas a 41 semanas de gestación.
- Recién nacido postérmino (RNPT): Producto de la concepción de 42 semanas o más de gestación.[21]

Según el peso al nacer, se clasifica en:
- Recién nacido macrosómico: peso mayor de 4000 gramos.
- Recién nacido normopeso: entre 2500 y 3500 gramos.
- Recién nacido de bajo peso: menor de 2500 gramos.
- Recién nacido de muy bajo peso: menor de 1500 gramos.
- Recién nacido de peso extremadamente bajo: menor de 1000 gramos.

## Psicología infantil
La labor de la psicología infantil es esencial para una anticipada detección de los problemas psicológicos que puedan surgir. Acudir a un gabinete psicológico a temprana edad es clave, ya que es cuando se está desarrollando la personalidad del niño y se enfrentará a los problemas con cierta vulnerabilidad debido a su edad. También los psicólogos infantiles ayudan a sacar más partido a sus competencias y habilidades en cualquier ámbito para que los niños aprendan a ser poco a poco autónomos. Y por último, ayudan a los padres en la crianza y educación de sus hijos.
Hay dos teorías que toman peso en la psicología infantil gracias a las cuales los expertos realizan un diagnóstico a nivel psicológico del niño. Sigmund Freud que centra su teoría en la satisfacción de los deseos del menor mientras que ocurre el desarrollo de su personalidad. Y, por otro lado, Jean Piaget que focaliza sus estudios en el desarrollo de su intelecto y la capacidad de relacionarse. También se reconoce la importancia de considerar aspectos del entorno social y familiar en la evaluación del bienestar psicológico infantil.
La psicología infantil se enfoca en el rango de edad que abarca desde el nacimiento hasta los 11 años. Durante este período, se pueden identificar tres etapas distintas basadas en los hitos del desarrollo que se espera que los niños adquieran o estén en proceso de adquirir según las normas establecidas.
1. Primeros años de vida: de 0 a 3 años.
2. Primera infancia: de 3 a 5 años.
3. Infancia: de 6 a 11 años.

Un psicólogo infantil debe comprender los fundamentos de cada una de estas etapas en diferentes áreas, como la motora, cognitiva, emocional, social y comunicativa, así como la autonomía y los hábitos esperados. Su intervención se centrará en facilitar el acceso adecuado a estas áreas utilizando las herramientas y estrategias necesarias.
Un niño puede experimentar malestar de manera similar a un adulto, aunque la diferencia radica en su incapacidad para reconocerlo, abordarlo y comunicarlo adecuadamente solicitando ayuda. En el caso de tu hijo, sobrino o alguien cercano, es probable que soliciten ayuda de forma más indirecta, y a veces podemos pasar por alto estas señales atribuyéndolas a "rabietas" o a cosas típicas de la infancia. La expresión emocional de un niño tiende a manifestarse a través de comportamientos observables y cambios fisiológicos.

### Personajes relevantes
- Virginia Apgar (1909-1974), pediatra y anestesista que desarrolló el test de Apgar.
- Andrés Martínez Vargas, 1861-1948.
- Carlos González, 1960-.
- Enrique Suñer Ordóñez, 1878-1941.
- Nieves González Barrio, 1884-, 1961.[22]
- Ernesto Sánchez Villares, 1922-1995.
- Federico Gómez Santos, 1897-1980.
- Federico Rubio y Galí, 1827-1902.
- Gregorio Marañón, 1887-1960.
- Juan Antonio Alonso Muñoyerro, 1886-1971.
- Juan Boch Marín 1902-1995.
- Guillermo Arce Alonso 1901-1970.
- Jerónimo Soriano, 1550-.
- Angel Ballabriga Aguado, 1920-2008.
- Juan Rodríguez Soriano, 1933-2010.
- Manuel Pombo Arias, 1943-.
- Mariano Benavente González, 1818-1885 (padre de Jacinto Benavente, 1866-1954, premio Nobel de Literatura en 1922).
- Martina Castells Ballespí, 1852-1884.
- Ramón Gómez Ferrer, 1862-1924.
- Trinitat Sais Plaja, 1878-1933.

### Instituciones
- Hospital Infantil Universitario Niño Jesús.
- Hospital Universitario La Paz.
- Hospital Universitario Valle de Hebrón.
- Hospital Universitario Marqués de Valdecilla.
- Gota de Leche.
- Hospital del Niño Dr. José Renán Esquivel.
- Hospital Garrahan.
- Hospital de Niños Dr. Ricardo Gutiérrez.
- Hospital Monkole
- Programas de ayuda UNICEF en España

### Sociedades científicas
- Asociación Española de Pediatría.
- Sociedad Argentina de Pediatría
- Asociación Española de Pediatría de Atención Primaria.
- Sociedad Española de Pediatría Extrahospitalaria y Atención Primaria.[23]
- Sociedad de Pediatría de Asturias, Cantabria y Castilla y León.[24]
- Sociedad de Pediatría de Madrid y Castilla-La Mancha.
- Sociedades científicas.

### Publicaciones
- Revista Pediatría de Atención Primaria.
- Familia y Salud.

### Otros
- Ama de crianza
- Convención sobre los Derechos del Niño.
- Enfermería pediátrica
- Hebiatría, rama de la medicina que estudia a personas desde los 11 a los 14 años de edad.
- Iniciativa para la Humanización de la Asistencia al Nacimiento y la lactancia.
- Mortalidad infantil.
- Neonatología
- Programas de Ayuda Unicef en España